# Kamienica Pod Blachą w Krakowie
Kamienica „Pod Blachą” także Kamienica „Pod Miedzią” – zabytkowa kamienica znajdująca się w Krakowie, w dzielnicy I Stare Miasto przy Rynku Głównym 29, na Starym Mieście.
W kamienicy znajduje się bar „Vis-à-vis” i Stowarzyszenie Międzynarodowe Triennale Grafiki w Krakowie wraz z galerią. Przed wejściem do baru znajduje się pomnik jego najbardziej znanego bywalca: Piotra Skrzyneckiego. W kamienicy znajduje się także posterunek Policji i Straży Miejskiej.

## Historia
Kamienicę wzniesiono w XV w, ale jej nazwa pochodzi od pokrycia dachu miedzianą blachą w XVI w. Pokrycie dachu blachą miedzianą było wówczas kosztowne i sprawiało, że kamienica wyróżniała się na tle innych budynków. Inwestycji tej dokonali ówcześni właściciele budynku, Fischauserowie, którzy zarządzali kopalniami i hutami w Olkuszu.
W późniejszych latach budynek popadł w ruinę i długo pozostawał w tym stanie i został wyremontowany dopiero na początku XVIII w. W czasie jednej z późniejszych rewitalizacji budynek uzyskał dekoracje stiukowe autorstwa Baltazara Fontany oraz balkon z żeliwnymi balustradami, potem zastąpiony balkonem z balustradami z kamiennymi.
W drugiej połowie XIX wieku przebudowywano klatkę schodową i sień, wówczas ozdobiły je polichromie w stylu pompejańskim odkryte przy okazji renowacji w 2019 r. W piwnicach kamienicy mieści się Ekspozycja „Dawne Narzędzia Tortur”.
23 maja 1932 kamienica została wpisana do rejestru zabytków. Znajduje się także w gminnej ewidencji zabytków.

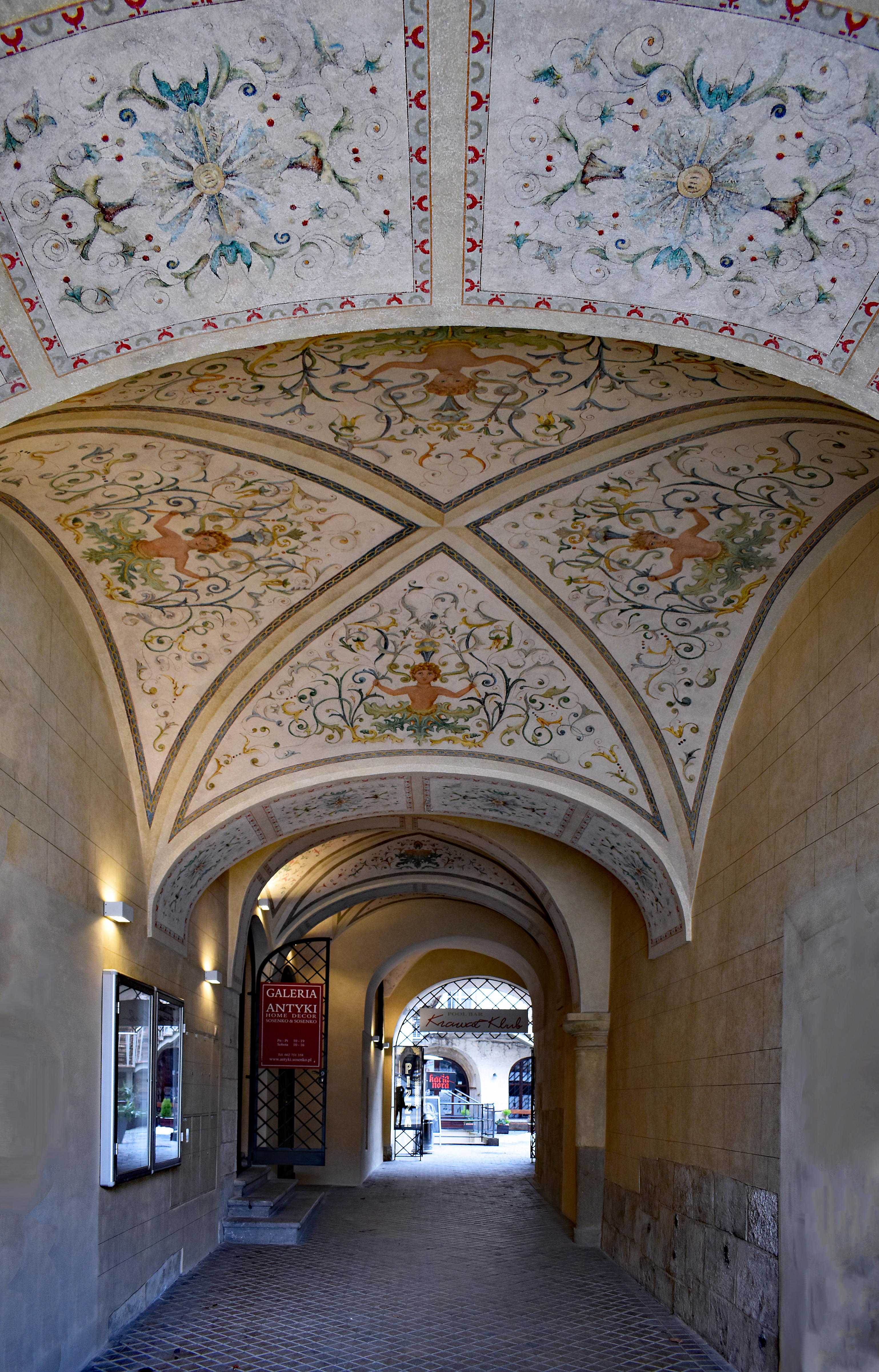
Sień i polichromia.
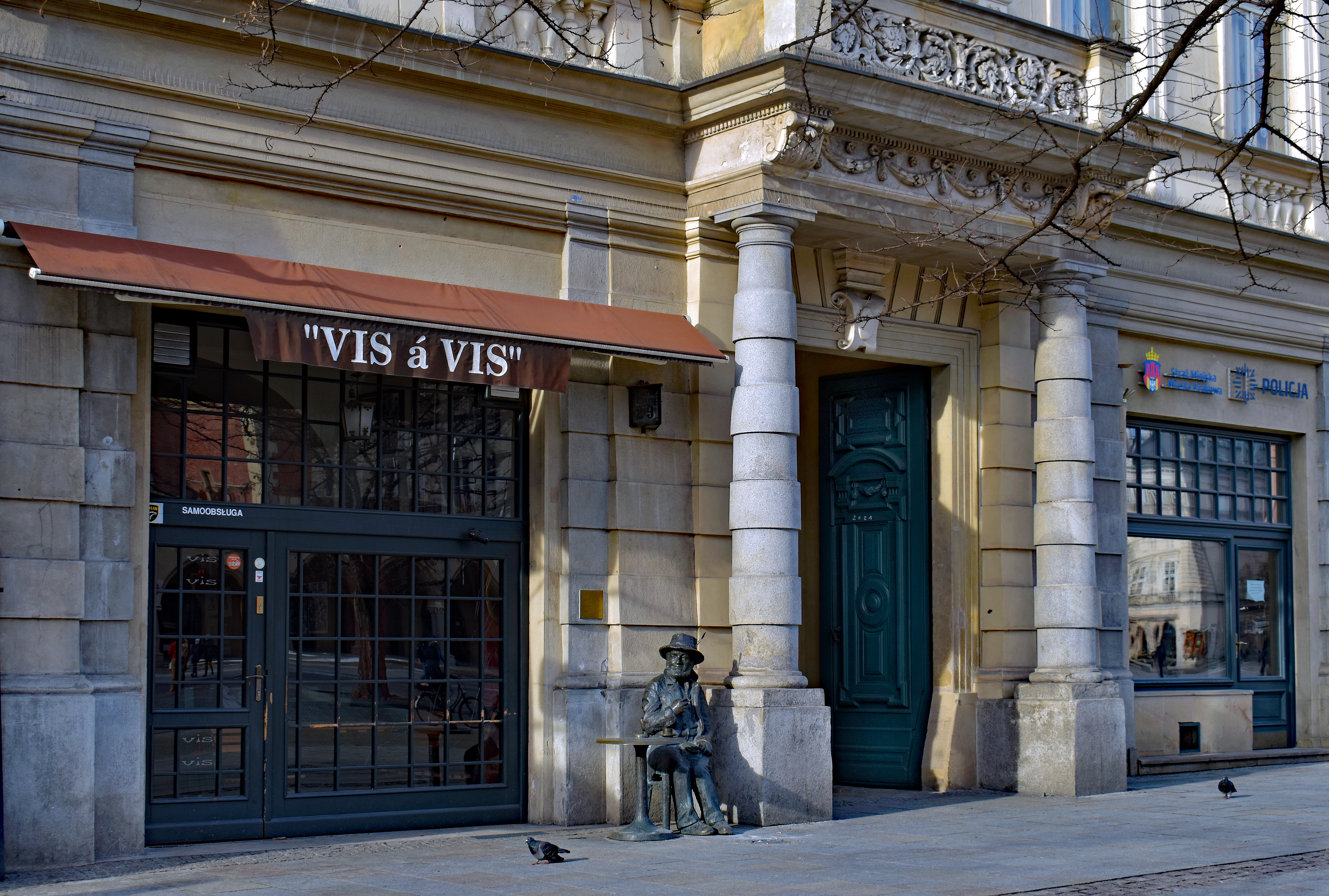
Brama wjazdowa, bar Vis-à-vis i pomnik Piotra Skrzyneckiego.

## Źródła
- Praca zbiorowa Zabytki Architektury i budownictwa w Polsce. Kraków Krajowy Ośrodek Badań i Dokumentacji Zabytków Warszawa 2007, ISBN 978-83-922906-8-1